# Pantàsema
La Pantàsema è un'antica figura femminile legata ai riti agricoli dell'antica cultura pagana del centro Italia, particolarmente presente nei territori marchigiano, laziale e abruzzese. Pantàsema, Pantàsima, Fantàsima, Mammoccia, Pupazza e Signoraccia sono solo alcune delle varianti regionali del nome di questa antica figura, simbolo di fertilità, spesso legata ai riti di passaggio.

## La Pantàsema nel centro Italia
Introdacqua (AQ)
A Introdacqua, comune in provincia di L'Aquila, in Valle Peligna, al termine delle feste religiose in onore di S. Antonio Abate e San Feliciano Martire di fine agosto, avviene il celebre ballo della "bandàseme". A mezzanotte circa dell'ultima sera di festa, fa il suo ingresso, accompagnata da un gruppo di musicanti, il grande fantoccio dalle sembianze femminili. Questo viene fatto ballare al centro della piazza a suon di musica, fuochi d'artificio e mortaretti. Durante la danza, animata da una persona che è introdotta all'interno della struttura in ferro decorata con colorata cartapesta, la "bandàseme" viene bruciata. Più è bravo ed esperto colui che la "fa ballare", maggiore sarà la durata dello spettacolo tersicoreo caratterizzato dalle fiamme che divampano intorno.  

### Marzanello, Vairano Patenora (CE)
A Marzanello, frazione di Vairano Patenora, nel primo trentennio del XX secolo, insieme al mazzamauriègli (gnomi e folletti che popolavano le campagne), le ianàare (streghe) e gli spiriti inquieti delle persone decedute per morte violenta, tra le presenze occulte e malvagie dell'immaginario popolare viene annoverata anche la Pantàsema come personaggio maligno indefinito.

### Grotti di Cittaducale (RI)
A Grotti di Cittaducale, frazione dell'omonimo comune posta nella bassa Valle del Salto, tra le regioni storiche della Sabina e del Cicolano in Provincia di Rieti, viene chiamata Pantàsima, accanto alle varianti Pantàrma e Pupazza, così come nelle zone circostanti al paese. Durante i festeggiamenti serali delle ricorrenze religiose in onore del patrono San Vittorino di Amiterno e della Madonna dei Balzi (entrambe nella prima metà di settembre), la Pantàsima di cartapesta, adornata di fuochi d'artificio installati sulle spalle e sul capo, fa il suo ingresso nella piazza del paese fra le danze e a turno viene 'indossata' dagli astanti, che ballano al centro della folla.

## Il termine Pantàsema nei dialetti del centro Italia

### Torre Cajetani (FR)
A Torre Cajetani, nel dialetto del paese, si una ancora oggi il termine Pantàsema: fantasma

### Valmontone (RM)
A Valmontone, nel dialetto locale il termine Pantasima sta a indicare una donna che, calata in un contesto solitamente pubblico, risulta inutile, inespressiva e la cui presenza non altera le sorti dell'azione in corso. Dunque, il termine ha una connotazione negativa.

### Jenne (RM)
A Jenne, nel dialetto Jennese il termine Pantàsema indica: fantasma; donna inespressiva; donna immobile. Accr. pantasemòna; Masch. pantasemòne; Plu. pantasimuni. Proprio nel comune di Jenne si svolge la festa più famosa del centro italia che festeggia appunto la Pantasema.

### Civitella Roveto (AQ)
A Civitella Roveto il termine Pantàsema indica: donna invadente.

### Canepina (VT)
Un tratto fonetico che colpisce per la sua vitalità nei Cimini è senza dubbio la sonorizzazione della fricativa sorda che giustifica forme quali a Canepina vaggi “faggi”, vasióli “fagioli”, vronchèllo “fringuello” e a Vallerano i vvòchi “i fuochi”, vilo, viume, vièno. Il tipo pantàsima “fantasma” [CARB, CC, CCA, CNP, F, FAL, R, S, VAS], pantàsimu [SOR], d'origine greca, rappresenta invece uno sviluppo isolato di tipo meridionale.